# Вулиця Академіка Синельникова (Харків)
Вулиця Академіка Синельникова або Вулиця Синельникова — вулиця у Харкові, у Київському районі, в історичної місцевості П'ятихатки.
Вулиця починається від проспекту Академіка Курчатова, перетинає вулицю Академіка Вальтера, проходить через гаражі й індустріальні території і закінчується на перехресті з Лозовеньківським проспектом. Продовженням вулиці є дорога на Черкаську Лозову.
Названа на честь співробітника Харківського фізико-технічного інституту академіка Кирила Дмитровича Синельникова. Раніше називалась вулицею Будівельників (до 1968) і вулицею Ентузіастів (1968-2009).

## Назва
Як і більшість вулиць у П'ятихатках, вулиця Академіка Синельникова названа на честь фізика, співробітника Харківського фізико-технічного інституту. Академік АН УРСР Кирило Дмитрович Синельников (1901—1966) у 1932 році спільно з А. К. Вальтером, О. І. Лейпунським і Г. Д. Латишевим уперше в СРСР здійснив розщеплення атомного ядра штучно прискореними частинками. На честь інших учасників цього експерименту також названі вулиці в П'ятихатках — вулиця Академіка Вальтера, вулиця Лейпунського і вулиця Латишева. Однак під час цього експерименту і взагалі більшу частину наукової кар'єри Синельникова Харківський фізико-технічний інститут знаходився не в П'ятихатках, а на «старому майданчику» у дворах біля теперішньої станції метро «Ярослава Мудрого».

## Історія
Початково вулиця називалась вулицею Будівельників. 10 липня 1968 року перейменована на вулицю Ентузіастів. 30 вересня 2009 року за рішенням міськради вулиця отримала свою сучасну назву.